# ماساميتسو هيرانو
ماساميتسو هيرانو (باليابانية: 平野将光؛ بالكانا: ひらの まさみつ) هو لاعب كرة قاعدة ياباني، ولد في 28 يونيو 1983 في كاواغوتشي في اليابان.

## وصلات خارجية
- ماساميتسو هيرانو على موقع الدوري الياباني لكرة القاعدة (الإنجليزية)
- ماساميتسو هيرانو على موقعبيزبول رفرنس.كوم (الدوري الثانوي) (الإنجليزية)